# Edi Ziegler
Pour les articles homonymes, voir Ziegler.
Edwin Ziegler dit Edi Ziegler (né le 25 février 1930 à Schweinfurt et mort le 19 mars 2020 à Munich) est un coureur cycliste allemand. 
Aux Jeux olympiques de 1952 à Helsinki, il obtient la médaille de bronze de la course individuelle, derrière les Belges André Noyelle et Robert Grondelaers. Avec  Oscar Zeissner, huitième, et Paul Maue, 48e, il prend la cinquième place par équipes. Il est champion d'Allemagne sur route amateurs en 1953.

## Palmarès
- 1949
  - Champion d'Allemagne du contre-la-montre par équipes amateurs (avec Edgar Wunderlich, Richard Popp, Oskar Zeissner)
- 1950
  - Champion d'Allemagne du contre-la-montre par équipes amateurs (avec Edgar Wunderlich, Richard Popp, Oskar Zeissner)
- 1951
  - 2e du championnat d'Allemagne du contre-la-montre par équipes amateurs
  - 3e du championnat d'Allemagne sur route amateurs
- 1952
  - Champion d'Allemagne du contre-la-montre par équipes amateurs (avec Günther Ziegler, Richard Popp, Oskar Zeissner)
  -  Médaillé de bronze de la course individuelle des Jeux olympiques
- 1953
  - Champion d'Allemagne sur route amateurs
  - Champion d'Allemagne du contre-la-montre par équipes amateurs (avec Günther Ziegler, Oskar Zeissner)
  - Ernst-Sachs-Gedächtnis-Rennen
- 1954
  - Champion d'Allemagne du contre-la-montre par équipes amateurs
- 1955
  - Champion d'Allemagne du contre-la-montre par équipes amateurs (avec Günther Ziegler, Walter Becker)
  - 2e du Tour de Berlin
- 1956
  - Champion d'Allemagne du contre-la-montre par équipes amateurs (avec Günther Ziegler)
  - Tour de Cologne amateurs
  - Ernst-Sachs-Gedächtnis-Rennen
  - 2e du Tour de Berlin